# Grand Prix des Nations
Grand Prix des Nations je bila dirka, ki je med letoma 1946 in 1950 potekala na dirkališču Circuit des Nations pri Ženevi. Najuspešnejši dirkač na dirki je Giuseppe Farina z dvema zmagama.

## Zmagovalci
| Leto | Datum     | Zmagovalec         | Moštvo     | Poročilo |
| ---- | --------- | ------------------ | ---------- | -------- |
| 1950 | 30. julij | Juan Manuel Fangio | Alfa Romeo | Poročilo |
| 1948 | 2. maj    | Giuseppe Farina    | Maserati   | Poročilo |
| 1946 | 21. julij | Giuseppe Farina    | Alfa Romeo | Poročilo |